# Arquitectura hinchable

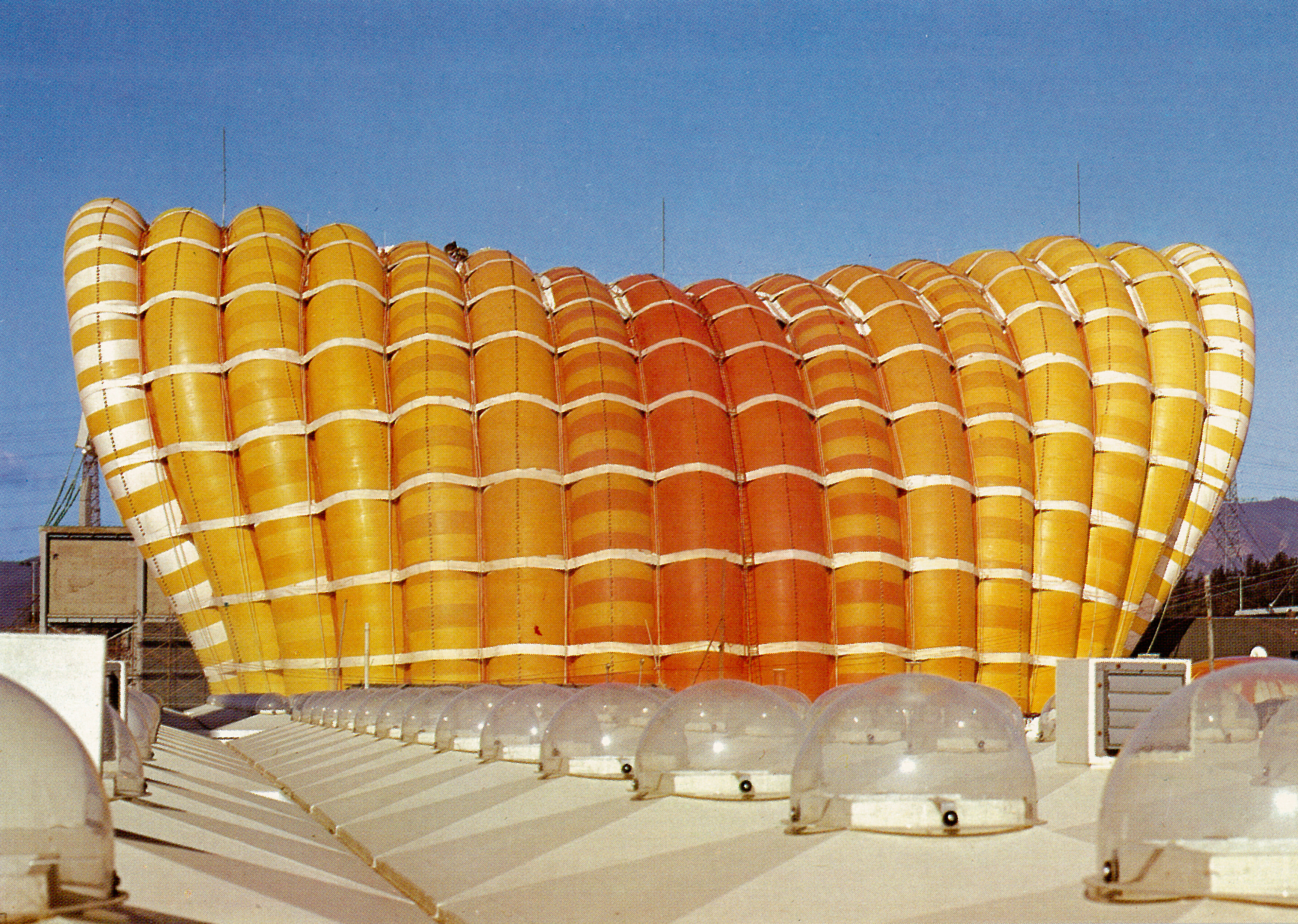
Pabellón Fuji, Osaka Expo'70

La Arquitectura hinchable es aquella arquitectura efímera que utiliza la impulsión de aire como medio para dar forma a montajes temporales de tamaño y formas variables. Se trata de espacios carentes de estructura que son generados por aire, obteniéndose de esta forma arquitecturas en las que lo que no se ve se convierte en la esencia y el espacio que se consigue es máximo con la menor superficie de envolvente. Hinchando la piel se crea un volumen capaz de albergar diferentes usos. Este tipo de arquitectura permite cambios en él gracias a su principal material, el aire.
Se trata de diseños transportables de fácil montaje y desmontaje gracias a los materiales plásticos y textiles baratos, flexibles y libres de muchas restricciones de la arquitectura tradicional, los cuales sirven de base para un nuevo lenguaje de diseño. 
Las arquitecturas efímeras hinchables formaban parte en sus orígenes de una crítica a la sociedad, a la economía y a la política ofreciendo un contrapunto a la arquitectura moderna. También han sido utilizadas en numerosas obras cinematográficas de ciencia ficción y escenografías teatrales ya que estos suponen campos proclives a la experimentación. 

## Origen y evolución
Las primeras construcciones efímeras hinchables fueron desarrolladas en EE. UU. por los militares debido a su facilidad de traslado y montaje. Estas estructuras, originalmente diseñadas por Walter Bird, fueron muy utilizadas durante los años 1950 y a lo largo de esa década atrajeron la atención de los arquitectos que colaboraran con Bird.
Su trabajo más importante,  que haría popular el concepto de arquitecturas hinchables, fue una cubierta para el Boston Arts Center Theatre, desarrollada en 1959 en colaboración con Paul Weidlinger y el diseño de Victor Lundy para la Comisión de Energía Atómica de Estados Unidos, un edificio masivo en forma de globo de doble piel para una exhibición itinerante que debía ser transportada y ensamblada en tan sólo 4 días harían popular el concepto de arquitecturas hinchables.
Pronto se convirtieron en objeto de experimentación para la contracultura como crítica a las formas duras y poco comprometidas de la arquitectura moderna. Las formas no lineales de estas propuestas, opuestas completamente a las del brutalismo, también iban en contra de la norma y sugerían nuevos diseños y espacios. 
A principios de los años 60 una generación de arquitectura experimental propuso el uso masivo de arquitectura efímera hinchable cuya utilización se vio reforzada por nuevas ideas sobre la relación de la sociedad con el espacio centrándose en el nomadismo y la vivienda temporal. El movimiento alcanzó la cumbre durante una serie de grandes eventos públicos entre 1968 y 1971 en los que se desarrollaron todo tipo de montajes temporales. El más conocido fue la Exposición de Osaka en 1970, donde un diseño de Kenzo Tange, Uzo Nishiyama y Renzo Piano supuso la construcción de una ciudad temporal del futuro mediante la creación de una colección masiva de cúpulas inflables y estructuras prefabricadas.
Un año más tarde, en abril de 1971, el Whiz Bang Quick City, una ciudad efímera, fue construida cerca de Woodstock por cientos de estudiantes en pocos días. 
De los experimentadores de la arquitectura hinchable en los años 1960 y 1970, Ant Farm, un colectivo de arquitectos radicales de California, serán los más prolíficos en lo que arquitectura efímera hinchable se refiere creando numerosos proyectos, entre ellos, el Inflatocookbook, una guía para la construcción y realización de arquitectura hinchable.
Otros colectivos, como es el caso de Archigram, propuso todo tipo de conceptos ligeros y transportables, desde el Suitaloon y el Cushicle, pieles plásticas para nómadas y la Inflatable Suit-Home, otro experimento de vivienda portátil. En 1965, el crítico británico Reyner Banham propuso Un-House, en su artículo “A Home is not a House” una cúpula portátil que contenía todas las necesidades para la vida en una pieza de plástico transparente.
En otoño de 1971, José Miguel Prada Poole construye en la isla de Ibiza una de las que será de las últimas Instant City de la década, una ciudad temporal en la que se promueve la autoconstrucción colaborativa. 
Los cambios de moda, junto con la subida de precio del plástico por la crisis del petróleo llevaron a fin este periodo de experimentación aunque la arquitectura hinchable resurgió en los años 1990 y principios de los 2000 con el Pabellón de la Serpentine Gallery de OMA y Aeromads, una instalación creada por Alexis Rochas en el 2006 y que cuestionaba la realidad doméstica y retomaba las ideas de los 1960 creando formas más complejas con las mismas ideas de maleabilidad de la vivienda siendo esta versátil y pudiendo cambiar de ambiente, desinflarse y transportarse en una maleta. 
Gran parte de estas ideas fueron desarrollo exclusivamente teórico y no fueron realizadas. En otras ocasiones fueron utilizadas en festivales de música y actuaciones temporales y sus desarrollo ha tenido un impacto a gran escala en los diseños modernos de arquitectura.

## Características
Por tratarse de un subgrupo dentro de las arquitecturas efímeras, sus características básicas son las de estas. Entre ellas, se pueden destacar:
- Autoportante: El aire que contiene la piel forma parte del edificio. Estas arquitecturas requieren de sellado en los accesos para prevenir la pérdida de aire una vez se ha ocupado el espacio del edificio.
- Ligereza: Las membranas usadas en la construcción de los edificios destacan por su ligereza estando compuestas principalmente por láminas plásticas comúnmente de polietileno o PVC de menos de 1mm de grosor y por textiles, por lo que en relación con el aire que contienen son mínimas, siendo en este aspecto una arquitectura que señala economía de recursos. Esta cantidad de material hace que sea fácil de transportar y ocupen escaso espacio una vez deshinchadas. Pudiendo resituarse y volverse a hinchar.
- Innovación: Se trata de una arquitectura innovadora, que rompe con la imagen de arquitectura tradicional rígida y asentada. La posibilidad de ser autoconstruida, transportable y el uso de materiales plásticos permiten la transparencia de las mismas en función del material utilizado.
- Bajo Coste: Como arquitectura efímera uno de los conceptos prioritarios es el bajo coste siendo posible gracias a ello la experimentación y los desarrollos rápidos.
- Autoconstruible: Son montajes fáciles de construir, reparar y montar y en los que el usuario decide qué divisiones, conexiones y ampliaciones necesita siendo en muchos casos objetos diseñados a base de módulos y de materiales versátiles. Esta característica se ve apoyada por la facilidad de las uniones y del transporte. Refuerza la idea del individuo como nómada contemporáneo.
- Patronaje: Las arquitecturas hinchables requieren del diseño de patrones para ensamblar las piezas de la membrana que las componen y obtener los volúmenes hinchados buscados.
- Estanqueidad: Para mantener la integridad de la estructura hinchable es necesario asegurar la estanqueidad de las uniones así como reforzar los accesos construyendo una escotilla para impedir la pérdida de aire. El objetivo de una estructura hinchable es preservar el aire del interior pero asegurarse al mismo tiempo de una correcta ventilación y circulación del aire. En la construcción de arquitecturas hinchables las juntas son un punto importante ya que cualquier fisura puede provocar una pérdida de aire que provoque el fallo o el colapso de la instalación generalmente se emplean juntas en solape. Para regular la temperatura interior de la arquitectura hinchable es necesaria una doble piel ya que una sola puede hacer que el ambiente se caliente al instante o enfriar el ambiente. Esta doble piel también funciona como aislamiento acústico.
- Temporalidad: Al tratarse de arquitectura efímera responde a este principio intentando dar respuesta a un acto concreto y pudiendo ser desmontada tras éste. Esta situación permite los bajos costes y la experimentación. Puede volverse a la situación previa debido a su condición efímera.
- Tipos: La arquitectura hinchable surge en el contexto de los años 60 como un escenario que genera sucesos urbanos, como una herramienta que añade singularidad a los objetos cotidianos pudiendo ser clasificados en función del espacio que generen. En algunos casos puede tratarse de una arquitectura efímera que surge como un “alien”. un hinchable ajeno al uso que busca reacción siendo tan sólo un artefacto.  Existe una segunda corriente en la que el aire utilizado para dar forma a los espacios sí forma parte de éstos siendo su diseño de mayor complejidad. Dentro de éstos, la variabilidad en las dimensiones de los montajes permite que se puedan clasificar en función de su tamaño Pequeña escala. Se trata de proyectos de escala humanas hinchables de pequeña, media y gran escala.

## Proyectos de referencia

### Pequeña escala
Se trata de proyectos de escala humana, arquitecturas hinchables que pueden llevarse encima e hincharse dando cabida a un gruporeducido de personas (entre 1 y 5). Este tipo de arquitectura es frecuentemente utilizada como refugio para nómadas urbanos.
- Cushicle (1964), Archigram: Permite a un hombre nómada llevar la vivienda consigo. La envolvente se hincha cuando es necesario. Tenía intención de ser un proyecto nómada que serviría para viajar sin necesidad de pasar la noche bajo techo.
- Suitaloon (1967), Archigram: Traje plástico que se hincha y se convierte en un globo.
- Yellow Heart (1968), Hans-Rucker-Co: Casa experimental de fin de semana presentada por Hans-Rucker-Co en el festival Plastic as plastic formada por tres anillos plásticos hinchable.
- Prototypes (1966-69), Walter Pilcher: En la serie Prototypes en la que sugería la mecanización y producción en serie, Walter Pilcher crea un prototipo arquitectónico de una burbuja hinchable, Sala, prototipo 3.
- Mobile Office, (1969), Hans Hollein: La oficina móvil provee de un espacio de trabajo transportable hinchable.
- Restless Sphere (1971), Coop Himmelb(l)au: El movimiento de las personas en el interior de la esfera provoca el movimiento de esta.
- Oase Nr.7 (1972), Hans-Rucker-Co: Se trataba de una esfera hinchable de 8 metros de diámetro adosada a un edificio que buscaba alterar la percepción del espacio.
- ParaSITE (1997), Michael Rakowitz: hinchable destinado a nómadas urbanos y refugio para personas sin hogar que se ancla a las salidas de aire de las viviendas para poder hincharse.
- Casa Básica (1999), Martín Ruiz de Azúa: Prototipo experimental en poliéster metalizado. Propuesta que pretende demostrar que el hábitat puede ser entendido de una manera más esencial y razonable, guardando una relación más directa con el entorno. Volumen casi inmaterial que se hincha a partir del calor de nuestro propio cuerpo o del sol, tan versátil que protege del frío y del calor, tan ligero que flota.

- The all American Un-House (1965), Reyner Banham: Hinchable que contenía en el centro, los recursos necesarios para sobrevivir y una consola que de forma mecánica daba servicios y entretenimiento.
- Maison Pneumatique, (1967) Jean Paul Jungmann: Hábitat neumático extensible y transportable de carácter futurista y de gran complejidad formal.
- Pneumatic Living Unit, Villa Rosa (1968), Coop Himmelb(l)au: Diseño de arquitectura que permite cambio del volumen por el uso de 8 estructuras hinchables que maximizan y minimizan el volumen.
- Casa Jonas (1968), J.M. Prada Poole: Montaje capaz de alargarse o estrecharse gracias a su construcción mediante piezas de características similares que se ensamblan unas a otras.
- Diodon (2017), Dosis (Isabel Collado Baíllo e Ignacio Peydro Duclos): estructura neumática que se activa con eventos de diversa naturaleza dentro del programa del festival de verano de la región del triángulo en Dinamarca.

### Gran escala
- Airground (1968), Theo Botschuiver & Jeffrey Shaw: Instalación cuyo interior se encontraba parcialmente deshinchado lo que provocaba que cada movimiento afectase a toda la instalación. Se trataba de un montaje que simulaba y expresaba las interacciones e interpelaciones humanas.
- Pnetube (1968), Theo Botschuvier & Jeffrey Shaw: De 3 metros de diámetro y 30 de longitud, el Pnetube fue instalado en numerosas calles de Ámsterdam con diferentes formas y funciones.
- Smart Structure (1968), J.M. Prada Poole: Instalación que parte de un sistema regulado, unas piezas hinchables que se unen entre sí para conformar el espacio.
- Inflatonet (1969), Ant Farm: Fue diseñado como respuesta a las necesidades de movilidad de una sociedad cada vez más nómada y permite una relación más radical con el medio ambiente.
- Clean Air Pod (1970), Ant Farm: Esta pieza utilizaba lo hinchable como una crítica medioambiental a la calidad del aire y la contaminación. Los arquitectos crearon una situación donde, conceptualmente, la atmósfera del mundo se encontraba contaminada y el único aire limpio se encontraba en el interior del hinchable.
- Pabellón Serpentine Gallery (2006), OMA: Una estructura sencilla cilíndrica de policarbonato sobre la que levita un hinchable blanco inflado con helio y sujeto al terreno mediante tensores. Al elevarse con el viento permite que se vea el cielo desde el interior del pabellón.
- Secondome (2017), Dosis (Isabel Collado Baíllo e Ignacio Peydro Duclos): Estructura neumática reconfigurable realizada en Londres,  cuya burbuja inicial de 65 m2 se puede transformar rápidamente en una multisala de 400 m2  y de 8 m de altura. Está compuesta por 4 piezas unidas con cremalleras.

### Escala urbana
- Ciudad Instantánea (1971), J.M. Prada Poole: Estructura neumática que albergó a más de 500 personas durante la celebración del congreso. Los asistentes participaron en la construcción de este proyecto gracias a un manual de construcción.
- Recinto neumático de Pamplona (1972), J.M. Prada Poole: Sede de los Encuentros de Arte celebrados en Pamplona. Consiste en 11 semiesferas de 15 m de diámetro y 12 metros de altura. Fue ensamblado en 3 días por tan sólo una persona.
- Pipeline (2020), Dosis (Isabel Collado Baíllo e Ignacio Peydro Duclos): Gran artefacto neumático reconfigurable realizado en Paris,  para colección otoño invierno 2020 de la firma Kenzo, donde Felipe Baptista Oliveira presentó su primera colección  como director creativo de la citada firma. Esta estructura se adapta de manera dinámica a cada situación y a cada emplazamiento. Es una estructura viva que transmuta en función de las condiciones del ecosistema que la acoge.

El colectivo de arquitectos más prolífico en lo que a arquitectura hinchable se refiere fue Ant Farm, que utilizó iconos populares de los Estados Unidos para redefinirlos. Además de por sus trabajos arquitectónicos fueron muy conocido por sus performances contraculturales. Destaca el desarrollo de la obra Inflatocookbook (1971), una guía con ilustraciones realizadas por arquitectos para diseñar y construir hinchables buscando crear objetos como herramienta de comunicación y experimentación, símbolo de oposición contra la arquitectura construida.
En España, el mayor exponente de arquitectura hinchable en los años 70 fue José Miguel de Prada Poole, un arquitecto que reivindica la arquitectura como utopía. Se hizo famoso a principio de los 70 por su gran actividad con proyectos inflables como la Casa Jonás (1968) una propuesta de una estructura inteligente, sensible al entorno que permite la conexión de estructuras de características similares, o como la Ciudad instantánea (1971) en Ibiza, una construcción efímera sede para el congreso internacional de diseño celebrado en Ibiza o el recinto neumático de Pamplona (1972). 
En 1973 construye el Heliotrón, una obra construida con un mínimo de recursos y medios. En esta obra destaca el uso de materiales de construcción como las lonas de fibra artificial y los cables. La obra fue una gran instalación sensorial, las cubiertas neumáticas servían de pantallas a dos decenas de proyectores situados en los mástiles. El resultado fue una gran cantidad de hábitats efímeros en un espacio diferente donde lo lúdico era la experiencia principal.
En la actualidad cabe destacar  las estructuras neumáticas del estudio de arquitectura DOSIS (Isabel Collado Baíllo e Ignacio Peydro Duclos) 

### Docencia
En la Escuela Técnica Superior de Arquitectura de Madrid ETSAM el Máster de Efímeras realizó un taller sobre arquitectura textil e hinchable. En el año 2011 participó en el festival de arquitectura efímera Bellastock que se realiza cada año a las afueras de París. Los estudiantes del máster de Arquitecturas Efímeras de Madrid construyeron la “Catedral” de la ciudad hinchable Bellastock 2011.

### Origen de las fotografías
- www.efimeras.com